# Пакетт, Седрик
Седри́к Паке́тт (фр. Cédric Paquette; род. 13 августа 1993, Гаспе, Квебек) — канадский, американский и российский хоккеист, центральный нападающий клуба КХЛ «Динамо» (Москва). Обладатель Кубка Стэнли 2020 года в составе «Тампы-Бэй Лайтнинг».

## Карьера

### Юниорская карьера
Провёл три сезона в юниорской лиге Квебека, где выступал за клубы «Монреаль Джуниорс» и «Блейнвиль-Буазбрианд Армада». За три сезона набрал 131 очко в 130 матчах регулярного сезона.

### «Сиракьюз Кранч»
На драфте НХЛ 2012 года был выбран клубом «Тампа-Бэй Лайтнинг» под общим 101-м номером. 3 мая 2013 года подписал с «молниями» трёхлетний контракт новичка. Большую часть сезона 2013/14 отыграл в фарм-клубе «Тампы» «Сиракьюз Кранч»; 11 апреля 2014 года, забив 20 голов и отдав 22 передачи в 70 играх, впервые в карьере получил вызов в НХЛ на концовку регулярного чемпионата и плей-офф Кубка Стэнли, откуда «Тампа» вылетела в первом же раунде, уступив «Монреаль Канадиенс» (0-4).

### «Тампа-Бэй Лайтнинг»
4 ноября 2014 года получил повторный вызов и спустя два дня забросил свои первые шайбы в лиге, оформив дубль в ворота «Калгари Флэймз». 29 января 2015 года в домашней игре с «Детройт Ред Уингз» сделал первый хет-трик в НХЛ, а «Тампа» выиграла со счётом 5:1. По ходу регулярного чемпионата закрепился в основе «Лайтнинг» и, начав сезон в АХЛ, закончил его в финале Кубка Стэнли, играя в третьем звене «молний» вместе с Райаном Кэллаханом и Джей Ти Брауном. «Тампа» вышла в финал впервые с победного 2004 года, но на этот раз уступила «Чикаго Блэкхокс» с общим счётом 4:2.
Летом 2016 года продлил контракт с «Тампой» на два года со среднегодовым окладом $1,25 млн. Выступал в третьем-четвёртом звеньях «Тампы», а тренер команды Джон Купер описывал Пакетта как важнейшего игрока, который определяет лицо своего звена. В июле 2018 года продлил контракт с «Тампой» на один год и $1 млн, а в 2019-м — ещё на 2 года и 3,3 млн долларов.

### «Динамо» Минск
16 августа 2022 года официальный сайт КХЛ объявил о переходе Пакетта в минское «Динамо». В сезоне 2022/23 сыграл за «Динамо» 57 матчей и набрал 27 очков (14+13).

### «Динамо» Москва
2 мая 2023 года официальный сайт московского «Динамо» сообщил о подписании одностороннего контракта на 2 года. 13 января 2024 года сделал хет-трик в ворота «Торпедо» (6:1). 4 февраля 2024 года сделал хет-трик в ворота «Локомотива» уже к 15-й минуте матча, это один из самых ранних хет-триков в истории КХЛ. Всего в сезоне 2023/24 набрал 35 очков (22+13) в 57 матчах. В плей-офф в 8 матчах набрал 7 очков (4+3).
14 октября 2024 года сделал хет-трик в ворота «Спартака» (5:0). 
21 октября 2024 года получил российское гражданство.

## Достижения
- Обладатель Кубка Стэнли: 2020